# Via ferrata Olivieri
La via ferrata Olivieri, dedicata all'alpinista e appassionato delle Tofane Giuseppe Olivieri, porta dal Rifugio Angelo Dibona (2030 m), al successivo Rifugio Pomedes (2240 m) e quindi a Punta Anna (2731 m).
È considerata una delle vie ferrate più belle e difficili delle Dolomiti, accessibile solo ad escursionisti esperti. La ferrata sale quasi sempre in verticale ma con buoni appigli. Il tempo di percorrenza della via ferrata è di circa 2:30-3:00 ore.

## Accesso
Dalla città di Cortina d'Ampezzo si raggiunge il rifugio Angelo Dibona o il Rifugio Pomedes.

## Discesa
Per la discesa si può seguire le indicazioni rosse "Cantore" a sinistra per il Rifugio Camillo Giussani, prima del terzo Torrione di Pomedes; o a destra per la conca di Ra Valles fino al Rifugio Ra Valles, stazione intermedia della funivia della Tofana.

## Altre ferrate nella zona
- Via ferrata Lipella
- Via ferrata Formenton
- Sentiero Astaldi